# 산곡역
산곡역(山谷驛, Sangok station)은 인천광역시 부평구 산곡동에 있는 서울 지하철 7호선 지하철역이다. 7호선 석남 연장 구간이 개통되면서, 지역 주민들의 청원에 의해 건설된 연장선 중 유일무이한 단일 역사가 되었다.

## 역사
- 2014년 10월 30일: 7호선 부평구청~석남역 연장구간 착공
- 2020년 6월 1일: 역명을 산곡으로 최종 확정[1]
- 2021년 5월 22일: 부평구청~석남역 연장구간 개통과 함께 영업 개시

## 역 구조

### 승강장
2면 2선 상대식 승강장으로, 스크린도어가 설치되어 있다.
| 부평구청 ↑ |
| \| 상      |
| ↓ 석남     |

| 상행 | ● 서울 지하철 7호선 | 부평구청 · 부천시청 · 온수 · 대림 · 강남구청 · 상봉 · 장암 방면 |
| 하행 | ● 서울 지하철 7호선 | 석남 방면                                                       |

## 역 주변
- 산곡1동주민센터
- 부평우체국
- 인천산곡초등학교
- 롯데마트 부평점
- 인천부마초등학교
- 명신여자고등학교
- 인천산곡북초등학교
- 청천중학교
- 부평아이파크[2]
- 인천외국어고등학교
- 금호이수마운트밸리
- 산곡한양2차아파트
- ● 수도권 전철 1호선 백운역[3]
- 한국지엠 부평공장
- 세일고등학교
- 한일초등학교
- 천주교 산곡동성당
- 부평캐슬&더샵퍼스트
- 원적산공원
- 원적산터널
- 부평그랑힐스

## 같이 보기
- 부평구청역
- 석남역
- 백운역
- 서울 지하철 7호선
- 부평역
- 마장로
- 원적로
- 길주로
- 산곡동
- 청천동
- 원적산터널
- 세일고등학교
- 인천부평경찰서

## 인접한 역
| 서울 지하철 7호선      | 서울 지하철 7호선   | 서울 지하철 7호선 |
| ---------------------- | ------------------- | ----------------- |
| 759 부평구청 장암 방면 | ● 서울 지하철 7호선 | 761 석남 방면     |